# Charagun (rejon bajandajewski)
Charagun (ros. Харагун) – wieś (dieriewnia) w Rosji, w obwodzie irkuckim, w Ust-Ordyńskim Okręgu Buriackim, w rejonie bajandajewskim. W 2021 liczyła 86 mieszkańców.